# Морнингтон
Мо́рнингтон (англ. Mornington Island) — остров в группе Уэлсли в заливе Карпентария (Квинсленд, Австралия).

## География
Морнингтон представляет собой крупный остров, расположенный в юго-восточной части залива Карпентария, приблизительно в 25 км от континентальной части Австралии. Расстояние до города Берктаун — около 125 км к юго-востоку, Карамба — около 200 км к востоку. Площадь острова составляет 648 км² (это крупнейший остров в группе Уэлсли). Высшая точка достигает 150 м. Поверхность острова в основном покрыта низкорослыми кустарниками, а также болотистыми равнинами.
Климат на острове сухой тропический. Среднегодовое количество осадков составляет около 800 мм, из них бо́льшая часть выпадает летом. Часто случаются тропические циклоны.

## История
Первыми жителями Морнингтона были австралийские аборигены, а именно: представители племён марнбил, дхуал-дхуал и гхингин, которые приплыли на остров с материковой части Австралии примерно 10 тысяч лет назад. Традиционные жители Морнингтона — австралийские аборигены племени Лардил.
Современное название остров получил в 1802 году и назван так британским путешественником Мэтью Флиндерсом в честь Ричарда Уэлсли, 1-го и последнего маркиза Уэлсли, — ранее носившего титул графа Морнингтона и в то время бывшего генерал-губернатором Индии.
В начале XX века на остров была также переселена часть аборигенов с материковой части Австралии и близлежащих островов. В 1914 году на Морнингтоне было основано современное поселение Гунуна. В этом же году на нём появились первые пресвитерианские миссионеры. В 1948 году на Морнингтон были переселены представители племени каиадилт с соседнего острова Бентинк. В 1978 году на острове появились органы местного самоуправления.

## Население
Численность населения острова в 2001 году составляла 1007 человек, большинство из которых проживало в населённом пункте Гунуна. Жители Морнингтона преимущественном представлены австралийскими аборигенами. Крупнейший клан — лардил, представители которого являются традиционными собственниками земли на острове. Клан каиадилт состоит в основном из представителей жителей острова Бентинк, которые переселились на Морнингтон в 1947 году. На острове действует аэродром.